# Ezio Vanoni
Pour les articles homonymes, voir Vanoni.
Ezio Vanoni (1903–1956) est un économiste et homme politique italien. Il a été notamment ministre des Finances entre mai 1948 et janvier 1954, puis ministre du budget de janvier 1954 à février 1956.
Il est considéré comme un des plus importants économistes italiens de l'après-guerre en Italie. Sa politique économique et monétaire ont profondément influencé la reconstruction en Italie et le miracle économique italien qui a suivi.

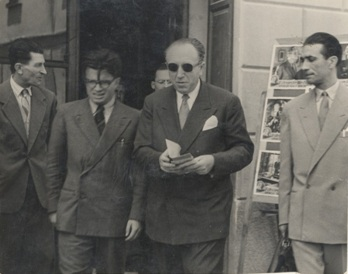
Ezio Vanoni dans les années 1940